# Дяков
Дяков (укр. Дяків) — село в Славутском районе Хмельницкой области Украины.
Население по переписи 2001 года составляло 470 человек. Почтовый индекс — 30080. Телефонный код — 3842. Занимает площадь 2,18 км².

## История
В 1995 г. селу возвращено историческое название.

## Местный совет
30057, Хмельницкая обл., Славутский р-н, с. Дяков